# Carlos Brosas
Carlos Brosas y Singson (Filipinas; 19 de diciembre de 1955 – 3 de octubre de 2024) fue un nadador y entrenador de natación de Filipinas.

## Carrera

### Nadador
A los 14 años ganó la medalla de plata en los Juegos Asiáticos de 1970 en Bangkok, Tailandia en el evento de relevo 4 x 100 metros estilo libre.
Dos años después participó en cinco eventos de los Juegos Olímpicos de Múnich 1972; en los 100 metros estilo mariposa terminó en último lugar entre siete nadadores del hit 4 y quedó eliminado, en los 200 metros estilo mariposa terminó en octavo lugar en el hit 4 y quedó eliminado, en el relevo 4 x 100 estilo libre terminó en sexto lugar entre siete equipos en el hit 2 junto a Luis Ayesa, Dae Imlani y Jairulla Jaitulla, en el relevo 4 x 200 estilo libre terminó en último lugar entre ocho equipos en el hit 1 junto a Dae Imlani, Edwin Borja y Jairulla Jaitulla, y en el relevo 4 x 100 combinado terminó en sexto lugar en el hit 2 junto a Gerardo Rosario, Amman Jalmaani y Luis Ayesa.

### Entrenador
Al retirarse como nadador pasó a ser entrenador en el equipo olímpico filipino en las ediciones de Seúl 1988, Pekín 2008 y Londres 2012. En esos años, Brosas entrenó a varios andadores olímpicos como Jessie Lacuna, Eric Buháin, Akiko Thomson y Miguel Molina. A Brosas se le atribuyen al menos 37 récords del Philippine Open.